# Rosa duplicata
Rosa duplicata — вид рослин з родини розових (Rosaceae); ендемік Тибету.

## Опис
Кущі невеликі, 1.5–2 м заввишки. Гілочки пурпурно-бурі в молодому віці, пізніше сіро-коричневі, вигнуті, стрункі, голі. Колючки рідкісні, жовтуваті. Листки включно з ніжкою 2–2.5 см; ребра й ніжки коротко колючі, залозисто-запушені; листочків 3–5, обернено-яйцюваті або еліптичні, 8–15 × 5–8 мм, голі, знизу залозисті, основа округла або широко клиноподібна, край подвійно пилчастий, верхівка округло-тупа або усічена. Квітки поодинокі або по 2 або 3 і пучкові, ≈ 1 см у діаметрі; квітоніжка 5–10 мм, залозисто-запушена. Чашолистків 5, яйцювато-ланцетні, знизу рідко-запушені, зверху густо-запушені, край цілий, верхівка коротко хвостата. Пелюстків 5, жовтуваті або білі, обернено-яйцюваті, основа широко клиноподібна, верхівка округло-тупа. Плоди шипшини пурпурно-червоні, ± кулясті, діаметром ≈ 5 мм, рідко залозисті, чашолистики дуже пізно опадають.
Період цвітіння: травень — липень. Період плодоношення: серпень — вересень.

## Поширення
Ендемік півдня Тибету.
Населяє сільськогосподарські угіддя, узбіччя доріг; 2400–2600 м.